# Bernardo (football, 1990)
Pour les articles homonymes, voir Bernardo.
Bernardo Vieira de Souza, dit Bernardo, est un footballeur brésilien né le 20 mai 1990 à Sorocaba.

## Biographie
Il évolue, depuis 2005, au poste de milieu axial (également utilisé au poste d'attaquant ou ailier) au Cruzeiro. Il est considéré par certains comme le nouveau Juninho grâce à la qualité de ses coups de pied arrêtés.
Sélectionné en équipe de jeunes du Brésil, il participe cette saison au championnat brésilien et a la copa libertadores à l'âge de 19 ans.

## Carrière
| Période | Club        | Pays   | Matchs | Buts |
| 2008    | Cruzeiro EC | Brésil | 11     | 1    |
| 2009    | Cruzeiro EC | Brésil | 13     | 1    |
| 2010    | Cruzeiro EC | Brésil | 9      | 2    |